# Vulpia gracilis
Vulpia gracilis är en gräsart som beskrevs av Hildemar Wolfgang Scholz. Vulpia gracilis ingår i släktet ekorrsvinglar, och familjen gräs. Inga underarter finns listade i Catalogue of Life.